# Біжамов Джамбулат Тагірович
Джамбулат Тагірович Біжамов (нар. 10 січня 2001, Махачкала, Дегестан, Росія) — російський боксер, що виступає у середній ваговій категорії, срібний призер чемпіонату світу.

## Любительська кар'єра
Чемпіонат світу 2021
- 1/16 фіналу: Переміг Георгія Карабадзе (Грузія) — 5-0
- 1/8 фіналу: Переміг Діего Мотоа (Колумбія) — 5-0
- 1/4 фіналу: Переміг Кевіна Шуманна (Німеччина) — 5-0
- 1/2 фіналу: Переміг Віірапона Джонджьохо (Таїланд) — RSC
- Фінал: Програв Йоенлісу Ернандесу  (Куба) — 1-4

## Спортивні досягнення у боксі
- Міжнародні аматорські
  - 2021 —  Срібний призер чемпіонату світу у середній вазі (до 75 кг)

- Регіональні аматорські
  - 2021 —  Чемпіон Росії у середній вазі (до 75 кг)
  - 2020 —  Чемпіон Росії у середній вазі (до 75 кг)
  - 2019 —   Бронзовий призер чемпіонату Росії у середній вазі (до 75 кг)